# 朱沛郡
朱沛郡，中国南北朝时设置的郡。
南朝梁天监八年（509年）置朱沛郡，属东徐州，治所在今江苏省盱眙县西北。辖境相当今江苏省盱眙县、安徽省泗县地。太清三年（东魏武定七年，549年）朱沛郡被东魏占领，朱沛郡、修儀郡、安丰郡都被废除，属地改为朱沛县。